# Давид II Велики Комнин
Давид Велики Комнин (на гръцки: Δαβίδ Μέγας Κομνηνός, David Megas Komnēnos; * ок. 1408; † 1 ноември 1463, Цариград) от владетелската династия Комнини, е последният император на Трапезундската империя (1458 – 1461).

## Живот
Син е на император Алексий IV Велики Комнин († 1429) и Теодора Кантакузина († 1426). Сестра му Мария Комнина е последната византийска императрица като трета съпруга на император Йоан VIII Палеолог.
След смъртта на по-големия му брат Йоан IV Велики Комнин той го наследява като император вероятно преди 22 април 1459 г.
Още през 1458 г. Давид е принуден да подпише в Одрин от името на брат си договор за васалитет спрямо османците и по-късно през същата година изпраща племенницата си Теодора Комнина за съпруга на Узун Хасан. Надявайки се да отхвърли васалитета, той се присъединява към военния съюз на западните държави, Грузия и един от Малоазийските бейлици.
През 1461 г. столицата на империята Трапезунд е обсадена от турския султан Мехмед II. Отправено е предложение към Давид Комнин да предаде града без бой, за да го спаси от разграбване и разрушение, и той се съгласява да го направи на 15 август 1461.
След завладяването на града Давид Комнин е качен със семейството си на турски кораб и е отведен първо в Константинопол, а по-късно в Одрин. Поверени са му владения по долината на Струма. На 26 март 1463 г. обаче е обвинен в участие в заговор и арестуван. Осъден е на смърт, но султанът му предлага да бъде помилван, ако приеме исляма. След като Давид отказва, е убит заедно със синовете си Василий, Мануил и Георгий и племенника си Алексий на 1 ноември 1463 в Константинопол, а останките им са разпилени в околността.
През 2013 г. е канонизиран от Константинополския патриарх.

## Фамилия
Той се жени през 1429 г. за Мария Готска († пр. 1453), дъщеря на Алексей от Теодоро (Готия).
Вторият му брак е с Елена Кантакузина († ок. 1 ноември 1463), внучка на севастократор Димитър I Кантакузин (1343 – 1384/1420), византийски деспот на Морея. От нея има пет деца:
- Василий Велики Комнин (убит 1 ноември 1463, Константинопол);
- Мануил Велики Комнин (убит 1 ноември 1463, Константинопол);
- Георгий Велики Комнин (убит 1 ноември 1463, Константинопол);
- Анна Велика Комнина (* 1447, † сл. 1463); омъжена I.: 1462 за Заган паша, бейлербей на Македония; II.: за Силван Бей, син на Илван Бей;
- дъщеря Велика Комнина, омъжена за Мамия Гурели, княз на Гурия